# 17215 Slivan
17215 Slivan este un asteroid din centura principală de asteroizi.

## Descriere
17215 Slivan este un asteroid din centura principală de asteroizi. A fost descoperit pe 6 ianuarie 2000 la Stația Anderson Mesa în cadrul programului LONEOS. El prezintă o orbită caracterizată de o semiaxă mare de 2,30 ua, o excentricitate de 0,12 și o înclinație de 6,5° în raport cu ecliptica.